# Hermrigen
Hermrigen é uma comuna da Suíça, situada no distrito administrativo de Seeland, no cantão de Berna. Tem 3,5 km² de área e sua população em 2018 foi estimada em 557 habitantes.